# Konrad Küster (Mediziner)

Konrad Küster

Konrad Küster (* 2. Februar 1842 in Kalkofen auf Wollin; † 17. September 1931 in Berlin) war ein deutscher Arzt und Publizist.

## Leben und Wirken
Konrad Küster war der jüngere Bruder des späteren Mediziners und Hochschullehrers Ernst Küster. Nach Besuch des Marienstiftsgymnasiums in Stettin studierte er Medizin an den Universitäten Bonn, Würzburg und Berlin. Während seines Studiums wurde er 1861 Mitglied der Bonner Burschenschaft Frankonia. Nach erfolgter Promotion zum Dr. med. in Berlin ließ er sich dort als praktischer Arzt nieder. Als solcher erhielt er später den Titel Geheimer Sanitätsrat. Am Preußisch-Österreichischen Krieg 1866 und dem Deutsch-Französischen Krieg 1870/71 nahm er in preußischem Dienst als Truppenarzt teil.

Konrad Küster auf dem Bundestag des Allgemeinen Deutschen Burschenbundes (ADB) in Frankenhausen am Kyffhäuser – Pfingsten 1910

1883 wurde er als Präsident des Festcommerses alter Burschenschafter, in Abspaltung vom Allgemeinen Deputierten-Convent (ADC), zum Begründer des Allgemeinen Deutschen Burschenbundes als Reformburschenschaft (zur Gestaltung des studentischen Lebens im Sinne der Urburschenschaft) und zugleich dessen langjähriger Vorsitzender. 1883 war er Mitgründer der Burschenschaft Neogermania Berlin. Er wurde Ehrenmitglied der meisten der rund 50 bis zu seinem Todestag 1931 in den ADB eingetretenen Burschenschaften. Da es Küster zeitweilig aufgrund der Überlastung mit burschenschaftlicher Arbeit nicht möglich war, seinen Beruf auszuüben, erhielt er vom ADB lebenslang eine monatliche Rente.
In seinem Bestreben, an die Stelle der humanistisch-klassischen eine naturwissenschaftliche und modernsprachliche Schulbildung zu setzen, gründete er die Deutsche Akademische Vereinigung, in der sich Bildungsreformer, Vertreter des Naturalismus und Frauenrechtlerinnen versammelten. Von 1887 bis 1905 gab er als deren Organ die Allgemeine Deutsche Universitätszeitung heraus. Bemerkenswert ist dabei, dass dieser Vereinigung auch Frauen beitreten konnten. Aus der Frauengruppe entwickelte sich später der Verein Frauenwohl. Weiterhin wirkte er als Vorstandsmitglied bzw. 2. Vorsitzender des „Deutschen Kriegerbundes“, als Vorsitzender der „Vereinigung für Volksunterhaltung“ sowie als Vorstandsmitglied des Schillertheaters in Berlin.
Konrad Küster starb 1931 im Alter von 89 Jahren in Berlin und wurde auf dem Alten St.-Matthäus-Kirchhof in Schöneberg beigesetzt. Im Zuge der von den Nationalsozialisten 1938/1939 durchgeführten Einebnungen auf dem Friedhof wurden Küsters sterbliche Überreste auf den Südwestkirchhof Stahnsdorf bei Berlin umgebettet.

## Schriften
- De morborum cutaneorum divisione nomenclatura, Berlin 1865. (Diss.)
- Ueber die Truppenärzte im Felde. Aus eigenen Erlebnissen und Erfahrungen, Berlin 1872.
- Arzt und Publikum. Medicinische Skizzen für Laien und praktische Ärzte, Berlin 1874.
- Zur Reform der Burschenschaften: Rede des Präsidenten des Festcommerses alter Burschenschaften, gehalten am Tage nach dem Feste auf Tivoli in Berlin am 21.Januar 1883, Berlin 1885.
- Die Kindererziehung auf naturwissenschaftlicher Grundlage, Gütersloh 1897.
- Das Griserin und seine Widersacher. Eine wissenschaftliche Tragödie. Eine Flucht in die Öffentlichkeit gegen Lug und Schein, Berlin 1905.
- Ernstes und Heiteres aus grosser Zeit. Kriegserinnerungen von 1866 und 1870/71, Berlin 1907.
- Gesammelte Schriften, 3Bde., Berlin 1907–1908.
- Eines Burschen Frohnatur. Erinnerungen, Marburg/Lahn 1911.
- Blicke in Gegenwart und Zukunft. Gesammelte Kriegsaufsätze, Berlin 1917.
- Deutschland als Volksstaat mit Papierwährung und zinslosem Geld, Berlin 1920.
- Schlüssel zur Lösung der Welträtsel, Leipzig 1925.